# Sonderbund Westdeutscher Kunstfreunde und Künstler
De Sonderbund Westdeutscher Kunstfreunde und Künstler of Sonderbund was een in 1909 in Düsseldorf opgerichte groepering van kunstenaars en kunstminnaars, die internationaal de aandacht trok met de door haar tussen 1910 en 1912 georganiseerde tentoonstellingen in Düsseldorf en Keulen. 

## Geschiedenis
In 1909 sloten de Düsseldorfer schilders Max Clarenbach (1880-1952), August Deusser, Walter Ophey en enkele anderen zich aaneen en stichtten de groepering Sonderbund. De naam werd ontleend aan de in mei 1908 gehouden onafhankelijke Sonder-Ausstellung van Duitse en Franse kunstenaars in de Kunsthalle Düsseldorf. De tentoonstelling was aansluitend ook te zien in Wuppertal-Barmen, Keulen, Münster en Berlijn. De groepering bestond aanvankelijk uit zeven kunstenaars, maar anderen zoals de kunstenaars Otto von Wätjen, Ernst te Peerdt, Rudolf Bosselt (1871–1938) en de typograaf Fritz Hellmuth Ehmke (1878–1965) sloten zich snel aan. Nog weer later meldde zich de wat oudere Christian Rohlfs uit Hagen bij de jongere collega's. De groepering ontwikkelde zich binnen enkele jaren tot een van de belangrijkste bewegingen der moderne kunst in Duitsland. De eerste voorzitter was Karl Ernst Osthaus (oprichter in 1902 van Museum Folkwang in Hagen), met als plaatsvervangend voorzitter de Keulse fabrikant Josef Feinhals. De Sonderbund werd in 1915 officieel opgeheven. Alfred Flechtheim was vanaf de oprichting penningmeester en voorzitter van de stuurgroep die exposities organiseerde.

## Exposities
De Sonderbund, met name Max Clarenbach, organiseerde vier groepsexposities:
1. mei - juni 1909 in Düsseldorf met onder anderen Max Liebermann, Christian Rohlfs, Paul Cézanne, Claude Monet, Georges Seurat, Pierre-Auguste Renoir, Alfred Sisley en Édouard Vuillard.
2. 15 juli - 9 oktober 1910 in het Kunstpalast Düsseldorf.
3. 20 mei - 2 juli 1911 in de Kunsthalle Düsseldorf (met Rheinische und Französische Kunst).
4. 25 mei 1912 - 30 september 1912 (de Internationale Kunstausstellung des Sonderbundes Westdeutscher Kunstfreunde und Künstler zu Cöln) in de Ausstellungshalle der Stadt Köln in Keulen. De stad Düsseldorf weigerde medewerking aan de expositie, vanwege de te verwachten oppositie vanuit de burgerij.

De vierde en laatste tentoonstelling, bekend geworden als de Sonderbund-Ausstellung 1912, geldt als de belangrijkste, met een indrukwekkende presentatie van de Europese moderne kunst uit de periode voor de Eerste Wereldoorlog en gold als voorbeeld voor de in 1913 georganiseerde Armory Show in New York. De expositie toonde 577 schilderijen en tekeningen, alsmede 56 sculpturen van kunstenaars uit zeven landen. Alleen al Vincent van Gogh was met meer dan 110 werken vertegenwoordigd. Andere deelnemende kunstenaars waren: Edvard Munch, Paul Cézanne, Paul Gauguin, Pablo Picasso, Pierre Bonnard, Paul Signac en Henry Edmond Cross. Voorts waren kunstenaars van Die Brücke, Der Blaue Reiter, het kubisme (waaronder Bohumil Kubišta), Les Nabis en Les Fauves uitgenodigd.